# ClinicalTrials.gov
ClinicalTrials.gov és una base de dades d'assaigs clínics finançats amb fons públics i privats realitzats a tot el món. Actualment (2021), existeixen uns 380.550 estudis de recerca; aquests són dels EUA i de 220 territoris diferents. A més, els assaigs clínics ubicats a Barcelona són més de 8.000.

## Finalitat
ClinicalTrials.gov és un recurs disponible en línia que proporciona un fàcil accés als pacients, als seus familiars, als professionals de la salut i als investigadors sobre estudis clínics amb suport públic o privat sobre moltes classes de malalties i/o afeccions. També hi pot accedir qualsevol persona que estigui interessada.

## Història
ClinicalTrials.gov es va crear arran de la Llei: Food and Drug Administration Modernization Act de 1997 (FDAMA). FDAMA va requerir al Department of Health and Human Services (HHS) dels EUA, a través de National Institutes of Health (NIH), que establís un registre d'informació sobre assajos clínics tant finançats amb diners públics com privats, realitzats per investigar medicaments nous i les possibles aplicacions d'aquests; per comprovar la seva eficàcia per a malalties greus i/o afeccions. NIH i la Food and Drug Administration (FDA) van treballar junts per desenvolupar el lloc web, que es va posar a disposició del públic el febrer del 2000.
Els requisits de registre de ClinicalTrials.gov es van ampliar després que el Congrés dels EUA aprovés la Llei: FDA Amendments Act de 2007 (FDAAA). La secció 801 de FDAAA (FDAAA 801) requereix registrar més tipus d'assaigs i enviar informació addicional de registre de proves. La llei també requereix la presentació de resultats per a determinats judicis de valors. Això va conduir al desenvolupament de la base de dades de resultats ClinicalTrials.gov, que conté informació resumida sobre els participants i els resultats de l'estudi, inclosos els esdeveniments adversos. La base de dades de resultats es va posar a disposició del públic el setembre del 2008. La FDAAA 801 també va establir sancions per no registrar-se ni enviar els resultats dels assajos adequadament. El setembre de 2016, HHS va emetre la regla final per al registre d'assajos clínics i la presentació d'informació de resultats (42 CFR part 11) que aclareix i amplia els requisits de registre d'informació i presentació d'informació de resultats de la FDAAA 801. Aquest reglament entra en vigor el gener de 2017.

### Cronologia
1997: Llei (FDAMA) Requeriments per Registrar-se 
2000: NIH Creació ClinicalTrials.gov Web
2000–2004: FDA Issues Guidance for Industry Documents (Directrius i Guies per als Documents de la Indústria Farmacèutica)
2004: ClinicalTrials.gov guanya el premi: the Innovations in American Government Award 
2005: Per a publicar l'organisme International Committee of Medical Journal Editors requereix el registre de l'assaig clínic
2005: Estat de Maine aprova la Llei de registre d'estudis clínics (Derogat en 2011) 
2006: L'Organització Mundial de la Salut estableix la política de registre d'assaigs 
2007: Congress Passes Law (FDAAA) Expanding ClinicalTrials.gov Submission Requirements: Ampliant els requisits de presentació de ClinicalTrials.gov 
2008: ClinicalTrials.gov Releases Results Database: ClinicalTRials.gov com a Base de dades de resultats d'assaigs clínics 
2008: La declaració de revisió de Hèlsinki promou el registre de prova i la difusió de resultats 
2009: Reunió Pública en els National Institutes of Health EUA.
2013: Agència Europea de Medicaments Amplia la base de dades d'assaigs clínics per incloure en els resultats resums 
2014: Nova proposta de normes (NPRM) de la FDAAA 801 
2014: NIH Esborrany de política de registre i enviament de resultats d'assaigs clínics finançats per NIH 
2015: Política d'accés pels assaigs clínics de la insitució National Cancer Institute (NCI) 
2016: S'emet la regla final per a la FDAAA 801 
2016: Política NIH final sobre la difusió de la informació d'assaigs clínics finançats pel NIH 
2017: Publicació de la Revisió de la Norma Comuna (45 CFR 46) 
2020: Decisió del Tribunal Federal a Seife et al. v. HHS et al., 18-cv-11462 (NRB) (S.D.N.Y. 24 de febrer de 2020)

## Estructura
La base de dades permet la cerca simple i avançada. La cerca simple permet introduir informació en els camps País (Country) i Estat o malaltia (Condition or disease) (llenguatge controlat: geografia, MeSH:malalties...). També limita l'estudi segons l'estatus dels estudis sota el camp Status. Per acabar, permet la cerca per paraules claus/Altres termes (Otherterms).[4] La cerca avançada incorpora altres camps i filtres. Per exemple divideix el concepte Estudi (Study) en tipus (type) i resultats (results) amb la possibilitat d'utilitzar límits. Un nou camp que apareix es focalitza en el públic objectiu de l'estudi sota el nom Targeted Search amb metadades com Title o Outcome Mesure. També podem utilitzar el camp Criteris Addicionals (Additional Criteria) que combina límits (fases dels estudis...) i altres camps relacionats amb dates: a l'inici de l'estudi (Study Start...).
Per acabar, existeix el filtre de resultats segons rellevància o més recent. L'estructura de la base de dades permet cercar estudis mitjançant un mapa que divideix el planeta de manera particular: hi ha zones que podrien ser continents però d'altres no, com l'Índia. Igualment si es va clicant s'observa un mapa polític separat per països. ClinicalTrials.gov presenta una categorització de les malalties (llenguatge controlat) i, per tant, permet la cerca segons aquest paràmetre anomenat Topic.

## Relació amb Pubmed
PubMed és un altre recurs gestionat per la NHI. Una prova amb un número d'identificació NCT que es registra a ClinicalTrials.gov es pot enllaçar a un article de revista amb un número d'identificació PubMed (PMID). Aquest enllaç és creat per l'autor de l'article de la revista esmentant l'ID de prova en abstract (resum trial-article link) o pel gestor de registres de prova quan el registre de registre s'actualitza amb un PMID d'un article que informa dels resultats de la prova (enllaç de prova-article del registre). Un estudi del 2013 que analitzava 8.907 assajos intervencionistes registrats a ClinicalTrials.gov va trobar que el 23,2% dels assajos tenien articles de resultats vinculats a abstractes i el 7,3% dels assajos tenien articles vinculats al registre. El 2,7% dels assajos tenien ambdós tipus d'enllaços. La majoria dels assajos estan vinculats a un únic article de resultat (76,4%). L'estudi també va trobar que el 72,2% dels assajos no tenien cap resultat formal vinculat.